# Iissalik
Iissalik [ˈiːt͡sːaɾi(k)] (nach alter Rechtschreibung Îgssalik; auch Inissalik) ist eine wüst gefallene grönländische Siedlung im Distrikt Ammassalik in der Kommuneqarfik Sermersooq.

## Lage
Iissalik liegt an der Ostküste einer kleinen gleichnamigen Insel. Isertoq liegt nur 1,8 km nordöstlich.

## Geschichte
1930 wurden in Iissalik dreizehn Bewohner gezählt. In den Jahren danach lag die Bevölkerung zwischen acht und sechzehn Personen. 1951 waren es neun, von denen vier unterrichtete Kinder waren. 1959 verließen die letzten Bewohner Iissalik.